# David L. Birch
David L. Birch (født 1937 ) er en amerikansk økonom kendt for sit banebrydende arbejde med små virksomheder.
Birch arbejdede som direktør på MIT i 1979, da han udgav sin rapport The Job Generation Process, hvori han viste, at i modsætning til den gængse konventionelle visdom skabes de fleste nye job i USA af små og nye virksomheder. Denne undersøgelse fangede politikeres opmærksomhed i ind- og udland. Birch fulgte i 1987 med bogen Jobcreation in America: how our smallest companies put the most people to work. Birchs arbejde er blevet stærkt kritiseret, men anses ikke desto mindre for banebrydende, da det åbnede feltet for undersøgelser af små virksomheder, som hidtil var blevet tilsidesat af økonomer.  
Birch-indekset er en økonomisk indikator for beskæftigelsen, udviklet af Birch. Den multiplicerer den absolutte jobvækst med relativ jobvækst, hvilket afslører den beskæftigelsesskabende kraft i virksomheder af forskellig størrelse.